# أنتوني بيريز
أنتوني بيريز (بالفرنسية: Anthony Perez) هو دراج فرنسي، ولد في 22 أبريل 1991 في تولوز في فرنسا.

## وصلات خارجية
- أنتوني بيريز على موقع الاتحاد الدولي للدراجات (الإنجليزية)
- أنتوني بيريز على موقع أرشيف الدراجات (الإنجليزية)
- أنتوني بيريز على موقع إحصائيات الدراجات الإحترافية (الإنجليزية)
- أنتوني بيريز على موقع نسبة الدراجات (الإنجليزية)
- أنتوني بيريز على موقع CycleBase (الإنجليزية)